# شهرستان فوند دو لک (ویسکانسین)
فوند دو لَک (به انگلیسی: Fond du Lac County) یک شهرستان در ایالات متحده آمریکا است که در ایالت ویسکانسین واقع شده‌است.

## خصوصیات
شهرستان فوند دو لک ۱٬۹۸۳٫۹۴ کیلومترمربع مساحت دارد.

## جمعیت‌شناسی

هرم سنی شهرستان فوند دو لک در سرشماری سال ۲۰۰۰ میلادی